# Гусине
Гу́сине (Гусинье, черног. Гусиње) — малый город в Черногории, у албано-черногорской границы, к северу от гор Проклетие, к югу от горы Виситор (2209 м). Административный центр общины Гусине.

## География
Через город протекает река Грнчар (на территории Албании — Вермоши, алб. Lumi i Vermoshit). У Гусине реки Грнчар и Вруя (черног. Вруја) сливаются, образуя реку Лим (бассейн Дрины).

## История
Топоним происходит от «гусь» (guska). В османский период албанским названием города было Гуция (алб. Gucia).
По решению Берлинского конгресса 1878 года Плав и Гусине со смешанным албано-славянским населением отошли Черногории, которая стала полностью независимым государством. Однако против передачи Черногории и Греции пограничных с ними районов Османской империи, заселённых албанцами, выступили некоторые представители знати, организовавшие 10 июня 1878 года Призренскую лигу. В 1879 году Призренская лига нанесла поражение черногорцам в битве при Новшиче, где албанскими войсками командовал Али-паша Гусинский. 8 апреля 1880 года дипломатические представители европейских держав в Константинополе согласились с предложением итальянского графа Луиджи Корти передать Черногории вместо Плава и Гусине округа Хот и Груда к северо-востоку от города Шкодер. Это решение также встретило вооружённое сопротивление албанцев. Великобритания и Австро-Венгрия предложили новое решение — передать Черногории вместо Плава и Гусине часть Адриатического побережья от Улциня до реки Буны. Улцинь заняли войска Призренской лиги. В ноябре турецкие войска под командованием Дервиш-паши заняли штурмом Улцинь и передали город черногорцам. 21 апреля 1881 года турецкие войска под командованием Дервиш-паши разгромили Призренскую лигу в битве под Штимле.
До 1912 года Гусине был в составе Косовского вилайета Османской империи. В ходе Первой Балканской войны 7 октября 1912 года Гусине заняли черногорские войска. Территориальные приобретения Черногории признаны Лондонским мирным договором 1913 года.
Во время Первой мировой войны австро-венгерские войска оккупировали Гусине 20 октября 1916 года.
Сохранилась мечеть, построенная в 1765 году правителем Северной Албании Кара Махмуд-пашой Бушати.